# El Mont (Albanyà)
La serra del Mont o simplement el Mont és un massís muntanyós del Prepirineu, fronterer entre les comarques de l'Alt Empordà i la Garrotxa, a l'extrem meridional de l'antic municipi de Bassegoda, actualment agregat al d'Albanyà (Alt Empordà), i al nord del de Beuda (Garrotxa). Sobre el pic més alt hi ha el santuari de la Mare de Déu del Mont i per això la serra i el seu pic culminant popularment són sobretot coneguts amb el nom de la Mare de Déu del Mont.
Aquest cim està inclòs a la Llista dels 100 cims de la FEEC.

## Natura
La serra del Mont constitueix el vèrtex sud-oriental de les muntanyes de l'alta Garrotxa, a tocar de la depressió de l'Alt Empordà, des d'on domina la vall del riu Fluvià. Aquesta serra és la partió natural entre l'Alt Empordà, la Garrotxa i el Pla de l'Estany, i entre les conques de la Muga, al nord, i del Fluvià, al sud. Hi neixen afluents d'aquestes dues conques.
Culmina al pic del Mont o de la Mare de Déu del Mont (1.124 m). Des del cim es pot contemplar un panorama esplèndid de la Garrotxa, la plana de l'Alt Empordà, el Pla de l'Estany i el Gironès, fins a la ciutat de Girona, les Guilleries, el Montseny i el Pirineu oriental, molt particularment el massís del Canigó. D'altres cims destacats són el turó de Rocapastora (1.023 m) i el Castellot de Falgars (978 m), tots dos cap a l'est. Pel sud, el cingle de Rocapastora retalla la serra. El sector oriental pren el nom de Muntanya del Sucre.

## Història i cultura

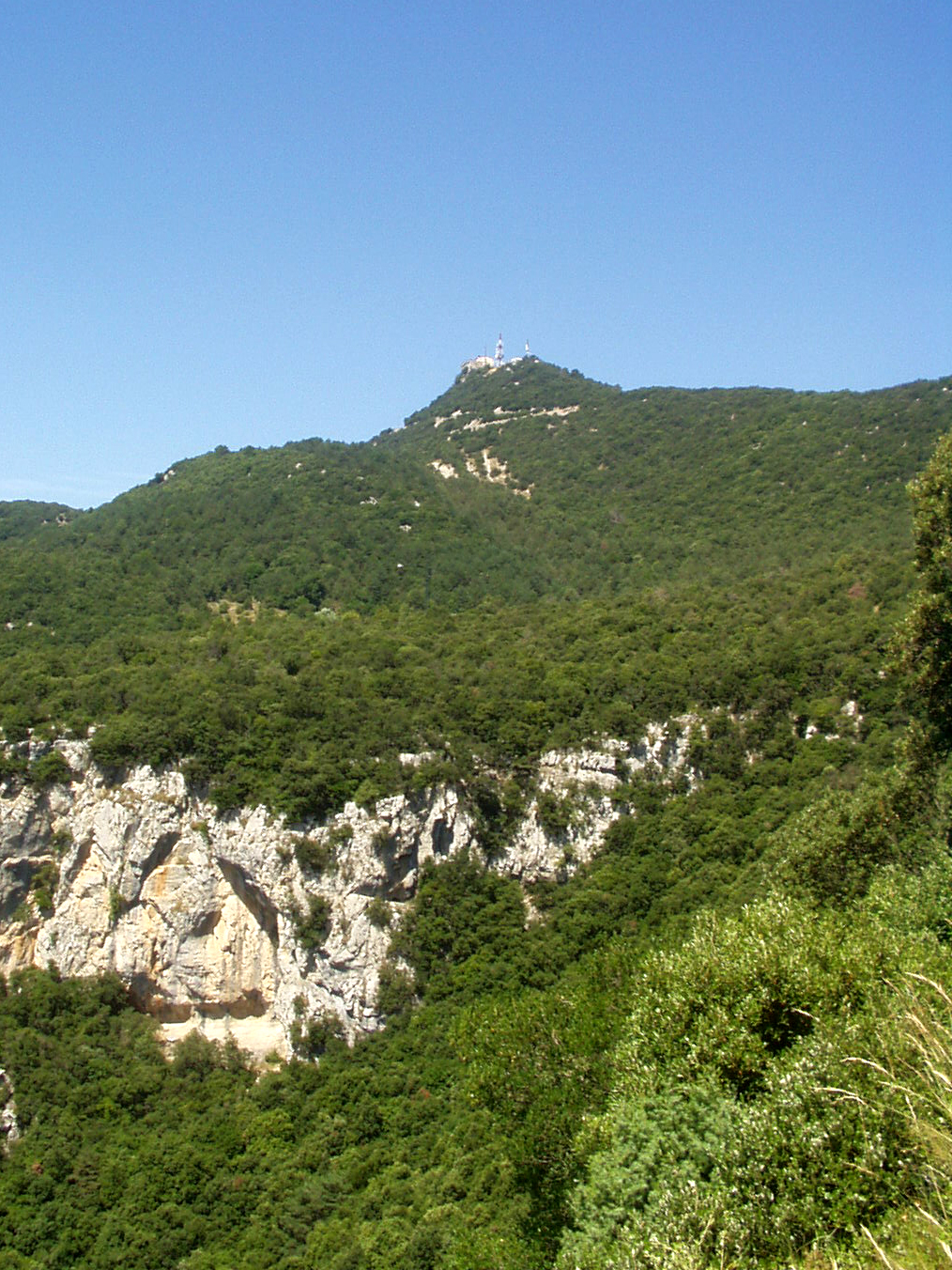
Imatge del cim

La muntanya del Mont constitueix, per a la població de la comarca i de totes les circumdants, un punt de trobada i unió de caràcter emblemàtic, sobretot a conseqüència de l'atracció del santuari.
L'ocupació humana hi és antiga, per les possibilitats de refugi que ofereix. A l'edat mitjana era coneguda com a Muntanya de Sant Llorenç i hi fou fundat el monestir de Sant Llorenç del Mont (o de Sous). Aquest monestir benedictí donà origen, en el segle xiv, al santuari de la Mare de Déu del Mont.
Coneguda com la «Porta del Pirineu», ha rebut moltes lloances literàries, però sens dubte destaca la que li va dedicar Jacint Verdaguer durant la seva estada al santuari el 1884: 
| « | La serra del Mont és comparable, per sa estranya figura, a un enorme bonyegut camell que baixa del Pirineu en direcció al Golf de Roses, vora avall del Fluvià. Amb lo cim del gep sosté lo Santuari, i al cim del cap, lo castell de Falgars. | » |

## Determinació de la longitud del metre
Aquest cim va formar part de la colla de vèrtexs on es van prendre dades i s'hi van fer triangulacions, a finals del segle xviii, per mesurar amb precisió el meridià terrestre que passa per Dunkerque, París i Barcelona. Això va permetre determinar la longitud del metre.